# Вовковатиця
Вовкова́тиця — село в Україні, у Заболотцівській сільській громаді Золочівського району Львівської області. Колишній орган місцевого самоврядування — Ражнівська сільська рада, якій підпорядковані села Вовковатиця, Ражнів, Велин, Мамчурі та Руда-Брідська. Населення становить 104 особи.

## Географія
Село Вовковатиця розташоване на півночі Золочівського району. Відстань до Бродів становить 13 км, що проходить автошляхом місцевого значення. Відстань до найближчої залізничної станції Заболотці становить 3 км.

## Історія і сьогодення
Присутні відомості про село у перших поземельних кадастрах Галичини — Йосифінській (1785-1788) та Францисканській (1819-1820) метриках. Від 1789 року Вовковатиця входила до складу Золочівського циркулу.
У міжвоєнний період у Вовковатиці діяла однокласна початкова школа, якою керувала Яніна Войнаровська, а опікуном був Григорій Мельник.
В селі діє Народний дім «Просвіта» (керівник Бакун Лілія Петрівна).
7 липня 2015 року утворена Заболотцівська сільська територіальна громада, до складу якої увійшло с. Вовковатиця.
12 червня 2020 року, відповідно до розпорядження Кабінету Міністрів України № 718-р «Про визначення адміністративних центрів та затвердження територій територіальних громад Львівської області», село увійшло до складу Заболотцівської сільської громади.
19 липня 2020 року, в результаті адміністративно-територіальної реформи та ліквідації Бродівського району, село увійшло до складу новоствореного Золочівського району.

## Відомі люди
- Лесюк Михайло — керівник кущового проводу ОУН, лицар Бронзового хреста бойової заслуги УПА.

## Релігія
У 1993 році, коштами мешканців села, та за фінансової підтримки американця українського походження Василя Сітки, була збудована каплиця Пресвятої Трійці. В каплиці встановлено іконостас, який виготовив місцевий майстер Едуард Бучинський. Відтоді в каплиці відправляли Служб Божі о. Петро Милешко (1993-1999), о. Руслан Жигіль (1999-2005), о. мітрат Михайло Грицишин, від 2005 року — о. Ігор Балук. Нині каплиця знаходяться в користуванні релігійної громади УГКЦ с. Вовковатиця, що належить до парафії с. Заболотці. Чисельність громади 85 вірних. До середини 2016 року церква належала до Бродівського деканату Сокальсько-Жовківської єпархії УГКЦ, але після поділу Бродівського деканату та утворення 6 червня того ж року Старобрідського деканату, релігійна громада Вовковатиці увійшла до складу новоутвореного деканату.
Місцеві римо-католики належать до релігійної громади Воздвиження Всечесного Хреста РКЦ у Бродах.

## Населення
За даними перепису населення 1989 року в селі мешкало 90 осіб, серед них — 47 чоловіків і 70 жінок.
За даними всеукраїнського перепису населення 2001 року в селі мешкало 107 осіб:
| українська | 107 | 100,0 |